# فليكفيورد
فليكفيورد (بالإنجليزية: Flekkefjord)‏ هي مدينة في مقاطعة أغدر في النرويج.
يبلغ عدد سكانها حوالي 8,918 نسمة.

## المناخ
يظهر الجدول التالي التغييرات المناخية على مدار السنة لفليكفيورد:
| البيانات المناخية لـفليكفيورد              | البيانات المناخية لـفليكفيورد | البيانات المناخية لـفليكفيورد | البيانات المناخية لـفليكفيورد | البيانات المناخية لـفليكفيورد | البيانات المناخية لـفليكفيورد | البيانات المناخية لـفليكفيورد | البيانات المناخية لـفليكفيورد | البيانات المناخية لـفليكفيورد | البيانات المناخية لـفليكفيورد | البيانات المناخية لـفليكفيورد | البيانات المناخية لـفليكفيورد | البيانات المناخية لـفليكفيورد | البيانات المناخية لـفليكفيورد |
| الشهر                                      | يناير                         | فبراير                        | مارس                          | أبريل                         | مايو                          | يونيو                         | يوليو                         | أغسطس                         | سبتمبر                        | أكتوبر                        | نوفمبر                        | ديسمبر                        | المعدل السنوي                 |
| ------------------------------------------ | ----------------------------- | ----------------------------- | ----------------------------- | ----------------------------- | ----------------------------- | ----------------------------- | ----------------------------- | ----------------------------- | ----------------------------- | ----------------------------- | ----------------------------- | ----------------------------- | ----------------------------- |
| المتوسط اليومي °م (°ف)                     | −1.0 (30.2)                   | −1.3 (29.7)                   | 1.0 (33.8)                    | 4.5 (40.1)                    | 10.0 (50.0)                   | 13.5 (56.3)                   | 15.0 (59.0)                   | 14.5 (58.1)                   | 10.8 (51.4)                   | 7.6 (45.7)                    | 3.0 (37.4)                    | −0.5 (31.1)                   | 6.4 (43.5)                    |
| الهطول مم (إنش)                            | 189 (7.4)                     | 133 (5.2)                     | 147 (5.8)                     | 91 (3.6)                      | 102 (4.0)                     | 100 (3.9)                     | 119 (4.7)                     | 158 (6.2)                     | 208 (8.2)                     | 250 (9.8)                     | 253 (10.0)                    | 215 (8.5)                     | 1٬965 (77.4)                  |
| متوسط أيام هطول الأمطار (≥ 1 mm)           | 16.1                          | 10.9                          | 13.7                          | 10.4                          | 11.5                          | 10.0                          | 10.9                          | 13.0                          | 16.1                          | 17.1                          | 18.6                          | 16.3                          | 164.6                         |
| المصدر: Norwegian Meteorological Institute |                               |                               |                               |                               |                               |                               |                               |                               |                               |                               |                               |                               |                               |

## أعلام
- سفيري أنكار ويسدال
- ينس هنريك بير
- كريستيان روس
- أول بيتر أندرياسن
- أوقست شنايدر